# Гладкова, Валентина Николаевна
Валенти́на Никола́евна Гладко́ва (1936—1998) — советская и российская учёная-ботаник, специалист по систематике семейства Розовые.

## Биография
Родилась 25 января 1936 года в Ленинграде, в 1942 году эвакуирована в Галич. Окончив школу в 1954 году, поступила на биолого-почвенный факультет Ленинградского государственного университета, где училась на кафедре ботаники. После окончания университета работала лаборантом в гербарии БИН СССР.
В 1965 году Валентина Николаевна ездила на Северный Кавказ, в 1966 году — в Западный Копетдаг и на Дальний Восток, в 1971 году — в Поволжье, в 1974 году — в Восточный Крым.
В 1971 году В. Н. Гладкова под руководством Антонины Ивановны Поярковой защитила диссертацию кандидата биологических наук, посвящённую кариологии розоцветных из подсемейства Maloideae. В 1972—1975 годах принимала участие в подготовке XII Международного ботанического конгресса в Ленинграде.
С 1971 года Валентина Николаевна являлась младшим научным сотрудником, в 1982 году стала старшим научным сотрудником БИН, где работала до 1996 года. В 1985 году она начала готовить монографию рода Груша, посетила Грузию, Армению, Азербайджан. Однако в связи с отсутствием финансирования эта работа осталась неоконченной.
В 1996 году В. Н. Гладкова ушла на пенсию из-за обострившейся болезни сердца. 2 апреля 1998 года она скончалась.
Авторству В. Н. Гладковой принадлежит ряд статей о таксонах растений в 3-м издании Большой советской энциклопедии, а также в Биологическом энциклопедическом словаре. Также она была активным автором «Жизни растений», совместно с Б. А. Юрцевым составила раздел, посвящённый розоцветным, в «Арктической флоре СССР».

## Некоторые научные работы
- Гладкова, В. Н. Цитологическое изучение спонтанного гибридогенного рода Sorbocotoneaster Pojark. // Ботанический журнал. — 1967. — Т. 52, № 3. — С. 981—983.
- Гладкова, В. Н. Кариологическое изучение Crataegus L. и Cotoneaster Medik. (Maloideae) в связи с их систематикой // Ботанический журнал. — 1968. — Т. 53, № 9. — С. 1263—1269.
- Гладкова, В. Н. О происхождении подсемейства Maloideae // Ботанический журнал. — 1972. — Т. 53, № 9. — С. 42—49.
- Гладкова, В. Н. Систематический обзор дикорастущих и широко культивируемых видов рода Spiraea L. (Rosaceae) Флоры Европейской части СССР // Новости систематики высших растений. — 1985. — Т. 22. — С. 133—136.
- Гладкова, В. Н. Обзор видов рода Pyrus флоры Кавказа // Ботанический журнал. — 1990. — Т. 75, № 6. — С. 877—883.
- Гладкова, В. Н. Обзор видов рода Cotoneaster флоры Кавказа // Ботанический журнал. — 1994. — Т. 79, № 3. — С. 110—114.